# Tripterospermum chinense
Tripterospermum chinense là một loài thực vật có hoa trong họ Long đởm. Loài này được (Migo) Harry Sm. miêu tả khoa học đầu tiên năm 1967.